# هزر طرخان
هزر طرخان كان جنرالاً خزرياً (طرخان هو رتبة عسكرية وفي بعض الحالات اسم شخصي) قاد جيش الخزر المكون من 40 ألف رجل في الدفاع الفاشل عن أتيل عام 737. قتل في كمين على يد كوثر من جيش مروان بن محمد. بعد وفاته قدم الخزر طلباً من أجل السلام.